# Гіпф-Оберфрік
Гіпф-Оберфрік (нім. Gipf-Oberfrick) — громада  в Швейцарії в кантоні Ааргау, округ Лауфенбург.

## Географія
Громада розташована на відстані близько 75 км на північний схід від Берна, 13 км на північ від Аарау.
Гіпф-Оберфрік має площу 10,2 км², з яких на 10% дозволяється будівництво (житлове та будівництво доріг), 49,1% використовуються в сільськогосподарських цілях, 40,6% зайнято лісами, 0,3% не є продуктивними (річки, льодовики або гори).

## Демографія
2019 року в громаді мешкало 3646 осіб (+11,6% порівняно з 2010 роком), іноземців було 14,2%. Густота населення становила 359 осіб/км².
За віковим діапазоном населення розподілялося таким чином: 20,5% — особи молодші 20 років, 61,3% — особи у віці 20—64 років, 18,2% — особи у віці 65 років та старші. Було 1548 помешкань (у середньому 2,3 особи в помешканні).
Із загальної кількості 794 працюючих 103 було зайнятих в первинному секторі, 177 — в обробній промисловості, 514 — в галузі послуг.